# Ooencyrtus phymatidivorus
Ooencyrtus phymatidivorus är en stekelart som beskrevs av Sushil och Muhammad Sharif Khan 1995. Ooencyrtus phymatidivorus ingår i släktet Ooencyrtus och familjen sköldlussteklar. Inga underarter finns listade i Catalogue of Life.